# 球果荚蒾
球果荚蒾（学名：Viburnum shaerocarpum）为忍冬科荚迷属下的一个种。